# Richard Sanders
Richard Joseph Sanders, detto Rick (Lakeview, 20 gennaio 1945 – Skopje, 18 ottobre 1972), è stato un lottatore statunitense, specializzato nella lotta libera.
È deceduto a soli 27 anni a causa di un incidente stradale.

## Palmarès

### Olimpiadi
- 2 medaglie:
  - 2 argenti (Città del Messico 1968 nei -52 kg; Monaco di Baviera 1972 nei -57 kg)

### Mondiali
- 3 medaglie:
  - 1 oro (Argentina 1969 nei -52 kg)
  - 1 argento (New Delhi 1967 nei -52 kg)
  - 1 bronzo (Toledo 1966 nei -52 kg)

### Giochi panamericani
- 1 medaglia:
  - 1 oro (Winnipeg 1967 nei -57 kg)